# イカリイン
イカリイン (Icariin) はフラボノイドの一種であり、フラボノール配糖体に分類される。ケンペリド 3,7-O-ジグルコシドの 8-プレニル誘導体である。ホーニーゴートウィードまたは淫羊藿として知られるメギ科イカリソウ属の数種の植物に由来する。これらの植物の抽出物は、媚薬の効果を持つと言われ、伝統中国医学において勃起機能を高めるために利用された。しかし、こうした主張を裏付ける臨床試験データは存在しない。

## 研究
ヒトを対象に行われた治験は1つ存在する。この小規模で対照群のない試験は双極性障害を持つ被験者に対して行われ、うつとアルコール消費が低下した。イカリインはイカリソウエキスの活性成分であると考えられており、西洋医学で勃起不全の治療に用いられる化合物と共通の作用機序を有することが示されている。特に、イカリインはin vitroで弱いPDE5阻害剤であり、一酸化窒素の産生を高め、ラットではテストステロンの作用を模倣する。In vitroでは、弱い抗酸化剤であることも示唆されている。マウスでは抗うつ薬のような作用を示す。ラットでは神経保護作用も示す。